# Detective Comics 27
Detective Comics n°27 est une bande dessinée américaine de la série d'anthologies Detective Comics connue pour avoir diffusé la toute première histoire du héros Batman dans un récit intitulé « L’affaire du Syndicat de la Chimie » pendant l'âge d'or des comics. Très recherché par les collectionneurs, la vente d'un exemplaire lors d'enchères dépasse le million de dollars tout comme l'Action Comics n°1, sorti un an auparavant et représentant la toute première apparition de Superman.

## Publication
Publié le 30 mars 1939 (couverture datée de mai), par Detective Comics, Inc., il présente la toute première histoire du justicier Batman. Aujourd'hui, Detective Comics est un titre mensuel consacré à Batman mais il a commencé, comme beaucoup des premiers comics, comme une anthologie.

### Contenu
Detective Comics n°27 est une anthologie qui contient dix histoires :
- The Bat-Man : The Case of the Chemical Syndicate par Bill Finger et Bob Kane
- Speed Saunders : Killers of Kurdistan par Fred Guardineer (en)
- Buck Marshall : Bullet Bluff par Homer Fleming
- Bart Regan, Spy : The Mysterious Murders par Jerry Siegel et Joe Shuster
- The Crimson Avenger : Murder on the Oceanic Line Docks par Jim Chambers
- Death On The Airwaves par Paul Dean
- Bruce Nelson : The New Orleans Mardi Gras Murders, Part 1 par Tom Hickey
- The Insidious Dr. Fu Manchu (Part 11 sur 12) par Sax Rohmer et Leo O'Mealia
- Cosmo, the Phantom of Disguise : Illegal Aliens par Sven Elven
- Slam Bradley : The Murderer on Vacation par Jerry Siegel et Joe Shuster

## The Bat-Man

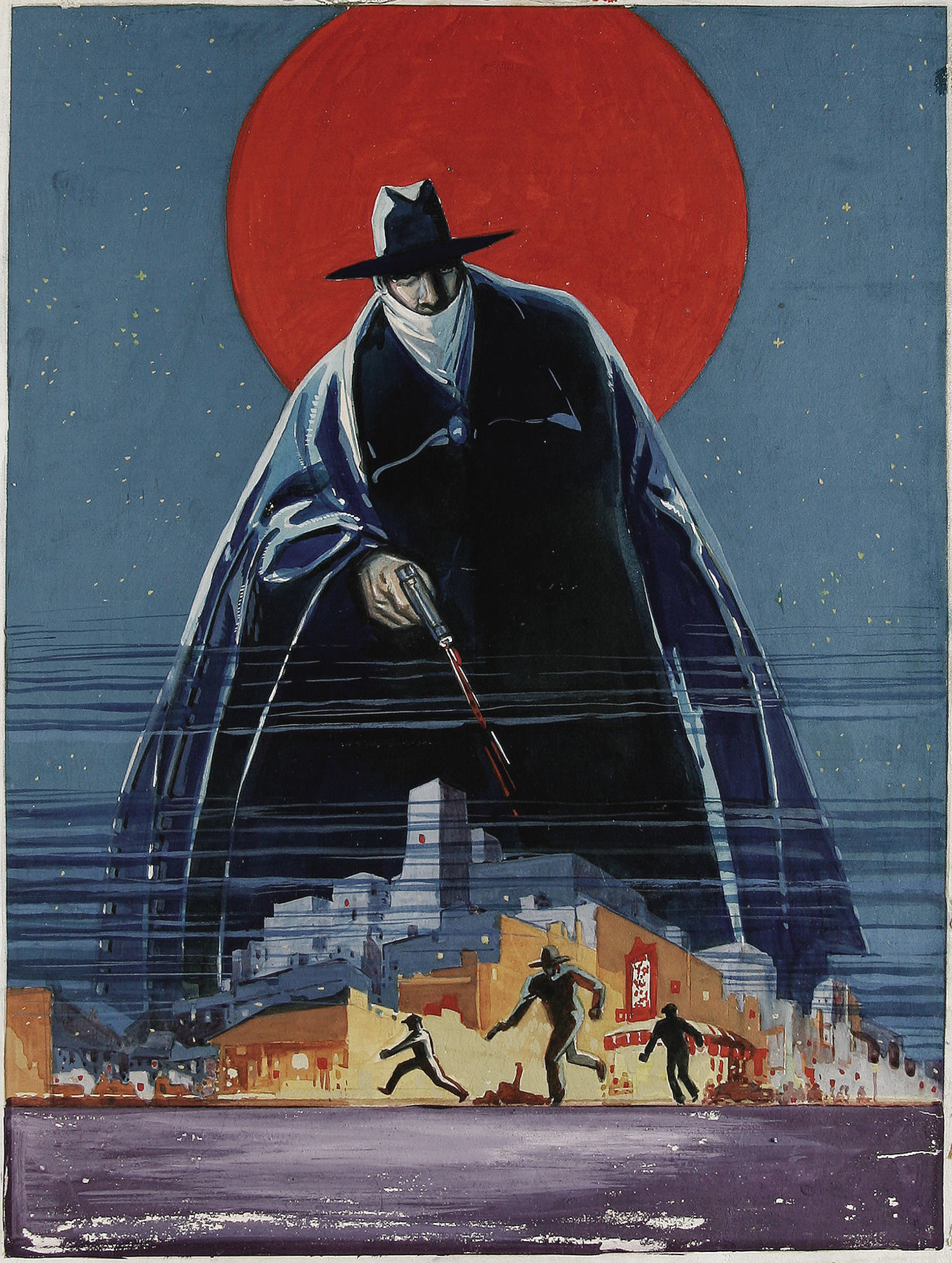
The Shadow est l'une des inspirations de Bill Finger pour le personnage de Batman.

En mai 1938 sort le premier numéro d'Action Comics avec le tout premier super-héros : Superman. C'est un succès. Voulant profiter de cette réussite, l'éditeur Vin Sullivan demande à Bob Kane, auteur de comics humouristiques travaillant pour National Allied Publications, de créer un nouveau héros pour la série Detective Comics.
Kane créé une première esquisse d'un Homme Chauve-souris, le Bat-Man. Sullivan valide le projet et lui demande de le développer. Kane prend alors contact avec Bill Finger. C'est Finger qui créé l'apparence définitive du justicier et rédige le scénario. Pour ce premier récit, il se base sur une histoire du pulp The Shadow de 1936 : Partners of Peril. Kane dessine l'histoire.

### The Bat-Man:L’affaire du Syndicat de la Chimie
Un homme nommé Lambert est poignardé à mort. Lambert travaillait avec trois partenaires commerciaux : Steven Crane, Alfred Stryker et Paul Rogers. Les empreintes digitales de son fils sont retrouvées sur le couteau. Le commissaire Gordon enquête, emmenant avec lui son ami, le mondain Bruce Wayne. Le fils de Lambert affirme que ses empreintes sont présentes sur la lame parce qu'il a retiré l'arme du cou de son père. Steven Crane appelle pour dire que Lambert a reçu une menace de mort anonyme la veille. Il a lui-même reçu une menace ce jour même. Wayne rentre chez lui. Au moment où la police se rend au domicile de Crane, elle le trouve mort, abattu par balle.
Le meurtrier de Crane rencontre son complice et lui montre le contrat qu'il a volé. Un personnage masqué appelé « le Bat-Man » apparaît, gagne le combat et jette un œil au contrat.
Paul Rogers se rend chez Stryker après avoir entendu parler des meurtres à la radio. L'assistant de Stryker, Jennings, force Rogers à entrer dans une chambre à gaz en forme de cloche pour le tuer. Le Bat-Man arrive, bat Jennings et sauve Rogers. Stryker se révèle être le responsable des meurtres de Lambert et de Crane. Il attaque Rogers, mais Bat-Man le neutralise. Le Bat-Man révèle que Stryker a tué les autres afin de prendre le contrôle d'Apex Chemical Corporation. Il a engagé des assassins pour tuer ses partenaires commerciaux et voler les contrats secrets qu'il avait signé avec les victimes. Après avoir tenté de tuer le Bat-Man, ce dernier le jette dans un réservoir d'acide où il est tué. Le Bat-Man dit « Une fin digne de ceux de son espèce », avant de disparaître par une lucarne ouverte.
Le lendemain, le commissaire Gordon rencontre Wayne et lui parle du justicier Bat-Man. Wayne feint l'incrédulité, mais il révèle au lecteur qu'il est en fait le Bat-Man.

### Reprises
Ayant une place particulière en tant que première aventure publiée de Batman, L’affaire du Syndicat de la Chimie a été reprises plusieurs fois. En 1969, à l'occasion du trentième anniversaire de l'histoire, une mise à jour écrite par Mike Friedrich est publiée dans Detective Comics n°387 avec des illustrations de Bob Brown (en) et Joe Giella. L'histoire, intitulée The Cry of Night is -- Sudden Death!, a modernisé l'histoire et introduit un élément de fossé générationnel, jouant sur un petit aspect de l'original dans lequel le fils de la victime était soupçonné du crime.
Un autre remake est apparu dans Secret Origins n°6 (1986) par Roy Thomas et Marshall Rogers, reflétant plus fidèlement l'intrigue de l'original, avec des illustrations mises à jour.
Detective Comics n°627 est un numéro spécial comprenant quatre versions différentes de l'histoire. Il contient l'original de 1939, la mise à jour de 1969 (rebaptisée The Cry of Night is -- Kill!) et deux nouvelles versions de l'histoire, une de Marv Wolfman et Jim Aparo, et une autre d'Alan Grant et Norm Breyfogle.
Brad Meltzer a écrit une version mise à jour de cette histoire avec des illustrations de Bryan Hitch pour le Detective Comics volume 2 n°27 des New 52, sorti en janvier 2014 dans le cadre du 75e anniversaire de Batman. L'intrigue et les personnages sont en grande partie les mêmes, mais avec une fin qui implique que Stryker devient le Joker après être tombé dans la cuve d'acide.

## Objet de collection
Bien qu'il ne s'agisse pas du premier numéro de la série Detective Comics, le n°27 est considéré comme un jalon en tant que première apparition de Batman,,. Le personnage étant devenu célèbre, la bande dessinée originale est une des bandes dessinées les plus recherchées aux côtés d'Action Comics n°1 et de la première apparition de Spider-Man dans Amazing Fantasy n°15,,. Le comic book est citée comme étant très rare à trouver en parfait état par les collectionneurs de bandes dessinées,,. En 2010, un exemplaire noté 8.0 par la Certified Guaranty Company (C.G.C.) est vendu pour 1 075 000 $. En 2020, un autre exemplaire, noté 7.0, est vendu pour 1,5 million $. En 2024, seuls 77 exemplaires sont connus. Cette même année, un exemplaire atteint la somme de 1 825 088 $.
Ventes :
| Note CGC | Prix de vente  | Année |
| -------- | -------------- | ----- |
| 8.0      | 1,07 million $ | 2010  |
| 7.0      | 1,5 million $  | 2020  |
| 6.5      | 1,74 million $ | 2022  |
| 6.0      | 1,74 million $ | 2023  |
| 3.0      | 600 000 $      | 2024  |
| 6.5      | 1,82 million $ | 2024  |

## Publications francophones
- Collectif, Batman 80 ans, Urban Comics, 2019, 544 p. (ISBN 979-1-0268-1968-4). Contient de Detective Comics n°27 :
  - L'Affaire du syndicat de la chimie p.22-28
  - Slam Bradley p.29-37